# Вамьо Руйдзюсьо
Вамь́о Руйдзюсьо́ (яп. 和名類聚抄 / 倭名類聚鈔, わみょうるいじゅしょう, МФА: [wamʲoː ɾuid͡ʑuɕoː], «Збірник японських назв») або Вамьо-сьо́ (和名抄 / 倭名鈔, わみょうしょう, МФА: [wamʲoɕoː])  — китайсько-японський словник 10 століття. Складений в Японії між 931 — 938 роками за наказом Імператорської принцеси Ісоко, доньки Імператора Дайґо. Головний редактор — Мінамото но Сітаґо. Упорядкований за темами. Має дві версії — перша містить 10 сувоїв, друга — 20. Перша версія має 2500 китайських слів-статей, класифікованих за 24 темами і 128 категоріями. Статті супроводжуються цитатами з китайських класичних книг, коментарями, позначенням китайської і японської вимови, та японського смислового значення, записаного манйоґаною. Друга версія з 20 сувоїв складається з 32 тем і 249 категорій. Вона містить назви ліків, посад і рангів, японських провінцій, повітів, волостей і станцій тощо.